# Анвик (Аляска)
Анвик (англ. Anvik, дег-хитан: Gitr’ingithchagg) — город в зоне переписи населения Юкон-Коюкук, штат Аляска, США.

## История
Первоначально город располагался на другом берегу реки Юкон, однако постепенно переместился на современное местоположение. В 1887 году в Анвике были основаны епископальная миссия, церковь и школа при ней. Десятью годами позже было построено почтовое отделение.
В 1918 и 1927 году отмечались сильные эпидемии гриппа, которые привели к тому, что появилось много сирот. Сироты со значительной территории Внутренней Аляски отдавались на попечение миссии Анвика.

## География
Город расположен недалеко от места впадения реки Анвик в реку Юкон, в 55 км к северу от города Холи-Кросс. Площадь города составляет 30,9 км², из которых 24,6 км² — суша и 6,3 км² (20,44 %) — вода.

## Население
По данным переписи 2000 года население города составляло 104 человека. Расовый состав: коренные американцы — 94 человека; белые — 9 человек; другие расы — 1 человек. 57 человек — мужчины и 47 человек — женщины.
Из 39 домашних хозяйств в 41,0 % — воспитывали детей в возрасте до 18 лет, 30,8 % представляли собой совместно проживающие супружеские пары, в 25,6 % семей женщины проживали без мужей, 40,1 % не имели семьи. 33,3 % от общего числа семей на момент переписи жили самостоятельно, при этом 7,7 % составили одинокие пожилые люди в возрасте 65 лет и старше. В среднем домашнее хозяйство ведут 2,67 человек, а средний размер семьи — 3,43 человек.
Средний доход на совместное хозяйство — $21 250; средний доход на семью — $18 125. Средний доход на душу населения — $8081. Около 40,0 % семей и 44,2 % жителей живут за чертой бедности.
Динамика численности населения города по годам:
| 1930 | 1940 | 1950 | 1960 | 1970 | 1980 | 1990 | 2000 | 2010 | 2011 | 2012 | 2013 | 2014 | 2015 | 2016 | 2017 | 2018 | 2019 |
| ---- | ---- | ---- | ---- | ---- | ---- | ---- | ---- | ---- | ---- | ---- | ---- | ---- | ---- | ---- | ---- | ---- | ---- |
| 79   | 110  | 99   | 120  | 83   | 114  | 82   | 104  | 85   | 86   | 85   | 84   | 82   | 86   | 85   | 84   | 83   | 82   |

## Транспорт
В городе расположен аэропорт Анвик.